# Aeromonadaceae
Famille
Genres de rang inférieur
- Aeromonas (Genre type) Stanier 1943[2],[3]
- Dongshaeae Huang et al. 2019[3]
- Oceanimonas(Baumann et al. 1972) corrig. Brown et al. 2001[2],[3]
- Oceanisphaera Romanenko et al. 2003[2],[3]
- Pseudaeromonas Padakandla et Chae 2017[2],[3]
- Tolumonas Fischer-Romero et al. 1996[2],[3]
- Zobellella Lin et Shieh 2006[2],[3]

Les Aeromonadaceae sont une famille de bactéries à Gram négatif de la classe des Gammaproteobacteria. Elles sont associées à l'environnement aquatique et certaines espèces de cette famille peuvent être des pathogènes opportunistes pour l'homme et les animaux.

## Description
Les espèces incluses dans cette famille sont des bacilles à Gram négatif anaérobies facultatives et en général oxidase-positives,. Les membres de cette famille des acides gras majoritaires et des lipides polaires permettant de définir phénotypiquement cette famille. Elles sont surtout retrouvées dans les eaux des estuaires, l'eau douce, les eaux usées ainsi que dans le sol. Quelques espèces sont pathogènes pour l'homme et les autres animaux tels que les poissons et les grenouilles. Chez l'homme, elles sont capables de provoquer des infections extra-instestinales et des diarrhées.

## Taxonomie

### Étymologie
La famille des Aeromonadaceae (Colwell et al. 1986) a été nommée d'après son genre type, Aeromonas (N.L. fem. n. Aeromonas, genre type ; L. fem. pl. suff. -aceae, suffixe pour signifier famille ; N.L. fem. pl. n. Aeromonadaceae, la famille des Aeromonas).

### Sous-comité spécifique à l'ICSP
Le nom des taxons des Aeromonadaceae est gérée par un sous-comité spécifique de l'ICSP, le sous-comité de taxonomie des Aeromonadaceae, Vibrionaceae et organismes liés.

### Liste des genres
Selon LPSN (9 mai 2025) :
- Aeromonas Stanier 1943
- Dongshaea Huang et al. 2019
- Oceanimonas corrig. Brown et al. 2001
- Oceanisphaera Romanenko et al. 2003
- Pseudaeromonas Padakandla & Chae 2017
- Tolumonas Fischer-Romero et al. 1996
- Zobellella Lin & Shieh 2006